# 棕褐孤鸫
棕褐孤鸫（学名：Cichlopsis leucogenys）是雀形目鸫科的一种鸟类，属于单型的棕褐孤鸫属（学名：Cichlopsis）。
棕褐孤鸫体重约53.77克，翼长约10.54厘米，喙宽度约4.8毫米，喙厚度约5.1毫米，嘴峰长约18.3毫米，跗蹠长约22.7毫米，尾长约10.04厘米。棕褐孤鸫是留鸟，栖息在森林，它们是食肉动物，主要以昆虫、蜘蛛等陆生无脊椎动物为食。